# Ivar Hultström
Ivar Hultström, född 24 november 1890 i Halla församling, Södermanlands län, död 1 januari 1959 i Floda församling, Södermanlands län, var en svensk riksspelman och lantbrukare.

## Biografi
Hultström föddes 1890 i Halla församling i Södermanlands län. Han kom att arbeta som lantbrukare i Flodafors. Hultström var ordförande i arbetslöshetskommittén, ledamot av kommunalnämnden och vice ordförande i skolstyrelsen. Utöver de kommunala uppdragen var Hultström ordförande för Södermanlands Spelmansförbund. Han komponerade även folkmelodier.

## Utmärkelser
- 1946 – Zornmärket i guld med kommentaren "För synnerligen förtjänstfullt arbete till befordran av sörmländsk bygdemusik".